# 신익성
신익성(申翊聖, 1588년 음력 11월 16일 ~ 1644년 음력 8월 2일)은 조선의 문신이다. 선조의 딸 정숙옹주와 혼인하여 동양위(東陽尉)에 봉해졌다. 자(字)는 군석(君奭), 호(號)는 낙전당(樂全堂), 본관은 평산이다.

## 생애
12세에 정숙옹주와 결혼하여 동양위(東陽尉)에 봉해졌으며, 광해군 때 폐모론을 적극 반대하였다. 1627년에 정숙옹주와 사별하였고 병자호란이 일어나자 남한산성에서 왕을 모시고 끝까지 싸울 것을 주장하였다. 주화파 대신들이 세자를 적에게 인질로 보내 화의를 맺자고 주장하자 칼로 위협까지 해가며 반대하였다. 후에 시론을 주도하였다는 이유로 김상헌·최명길 등과 함께 선양으로 잡혀갔으나, 후에 소현세자의 덕으로 무사하였다. 효성이 지극하고 글과 글씨에 능했다. 저서로 《낙전당집》이 있다.

## 가족 관계
| - 조부 : 신승서(申承緖, 1531~1572) - 조모 : 은진 송씨(恩津 宋氏, 1531~1572) - 송기수의 딸 - 아버지 : 신흠(申欽, 1566~1628) - 외조부 : 이제신(李濟臣, 1536~1583) - 외조모 : 목천 상씨(木川 尙氏, ~1593) - 상붕남의 딸 - 어머니 : 전의 이씨(全義 李氏, 1566~1623) - 누나 : 신씨(申氏, 1587~1618) - 매형 : 박호(朴濠, 1586~1667) - 여동생 : 신씨(申氏, 1592~1655) - 매제 : 조계원(趙啓遠, 1592~1670) - 조창원의 동생 - 여동생 : 신씨(申氏) - 매제 : 박의(朴漪, 1600~1644) - 박동량의 아들 - 동생 : 신익전(申翊全, 1605~1660) - 제수 : 양주 조씨(楊州 趙氏) - 조창원의 딸 · 장렬왕후의 언니 - 여동생 : 신씨(申氏) - 매제 : 강문성(姜文星, ?~1646) - 소현세자빈 민회빈 강씨의 오빠 - 여동생 : 신씨(申氏, ?~1660) - 매제 : 이욱(李旭, 1607~1682) - 세종의 아들 밀성군의 7세손 | - 부인 : 정숙옹주(貞淑翁主, 1587~1627) - 선조와 인빈 김씨의 셋째딸 - 장녀 : 신혜순(申惠順, 1604~조졸) - 차녀 : 신경강(申敬康, 1606~1649) - 사위 : 홍명하(洪命夏, 1608~1668) - 장남 : 신면(申冕, 1607~1652) - 김자점의 옥사때 처형됨 - 며느리 : 해평 윤씨(海平 尹氏) - 윤훤의 딸이며 심의겸의 외손녀 - 차남 : 신변(申昪, 1610~1664) - 며느리 : 전주 이씨(全州 李氏) - 이민구의 딸 - 3남 : 신경(申炅, 1613~1664) - 며느리 : 창원 황씨(昌原 黃氏) - 황일호의 딸 - 며느리 : 청주 한씨(淸州 韓氏) - 한립의 딸 - 3녀 : 신순강(申順康, 1615~?) - 사위 : 강문두(姜文斗, ?~1646) - 소현세자빈 민회빈 강씨의 동생 - 4녀 : 신지강(申止康, 1617~1667) - 사위 : 김좌명(金佐明, 1616~1671) - 명성왕후의 큰아버지 - 4남 : 신최(申最, 1619~1658) - 며느리 : 청송 심씨(靑松 沈氏) - 심희세의 딸이며 심의겸의 손녀 - 5남 : 신향(申晑, 1623~1642) - 며느리 : 선산 김씨(善山 金氏) - 김세렴의 딸 |